# Saga África
La Saga África es una serie de cinco libros del escritor Hernán Lanvers. 
Esta saga supuso un fenómeno editorial de ventas muy llamativo en Argentina, leídos por más de 400.000 lectores sólo en ese país. Ha recibido críticas por su extrema violencia y alto contenido de sexo explícito. 
La Saga África está compuesta por dos series:

## SERIE SHAKA ZULÚ Y LOS AVENTUREROS INGLESES
Abarca desde 1787 hasta 1825. Formada por:
- África, Hombres como dioses: En el año 1820, en África del Sur, Shaka Zulú, el hijo bastardo de un rey, crece signado por la violencia y por una extraña profecía. Con el tiempo se convertirá en un genio militar sólo comparable con Napoleón Bonaparte o con Julio César, y creará un imperio como el Continente Negro jamás ha conocido. Tom Grant, un aventurero inglés, viaja a África con sus amigos y su camino se cruza con el de Shaka...

- África, Sangran los reyes: Tom Grant, el famoso cazador de elefantes, sufre la pérdida de la persona que más quiere, asesinada en la Ciudad del Cabo por uno de sus enemigos. Para vengarse, viajará a los dominios de Shaka Zulú, el mítico rey guerrero. Desde el Mercado de Esclavos de Zanzíbar hasta el Harén Real de cinco mil mujeres de Shaka, la búsqueda de revancha de Tom Grant no se detendrá jamás.

- África, Cazadores de gloria: Tom Grant descubre la Ciudad Perdida de Zimbabue, la de las calles empedradas en oro. Pero para conquistarla y regresar con vida a El Cabo, deberá enfrentar uno de los misterios más intrigantes de la historia de África...

## SERIE HARENES
Transcurre en 2005. Es independiente de la anterior. Formada por:
- África, Harenes de piedra: En el año 2005, en África Central la esclavitud ya no existe, según afirman los gobiernos de los países de la región. Sin embargo, los periódicos de todo el mundo dicen lo contrario. Un grupo de adolescentes africanos, incluyendo una bellísima muchacha negra, descubren la cruda realidad al ser secuestrados por el más despiadado traficante de personas. Tom Grant y Samuel Tabbs, descendientes de dos legendarios cazadores, intentarán detener la caravana de cientos de cautivos que, encadenados, marchan a un destino de harenes o trabajos forzados.

Desde la Ciudad Perdida de Tombuctú hasta las planicies de Kenia, los traficantes librarán una lucha a muerte...
- África, Tormenta de libertad

Mientras Nelson Mandela, el legendario expresidente de Sudáfrica, relata su vida a un escritor inglés en su casa de campo, una joven periodista de Kenia es secuestrada en Mauritania por un famoso traficante de esclavos.
Haruj Pashá, apodado el Rey de los Negreros, se dedica al comercio de muchachas y niños de increíble belleza y exotismo. Y sus ejemplares se venden, por pequeñas fortunas, en los harenes de los países árabes. Su principal comprador es un conocido gobernante del norte africano y hacia allí llevará Haruj a su caravana.
Tom Grant, el novio de la muchacha cautiva, un sudafricano veterano de la Guerra de Angola, junto a sus amigos, intentará rescatarla. Desde los Círculos de Piedra de Gambia hasta la misteriosa Meseta Dogona, desde la milenaria ciudad de Agadez hasta las riberas del río Limpopo, los sudafricanos perseguirán a Haruj sin descanso. Lo harán entre batallas épicas, ayudados por los guerreros Tuaregs, los respetados Hombres Azules.
Y cuando el más temido dictador de África compre para su harén a las muchachas cautivas, Nelson Mandela librará, junto a Grant y los suyos, su último combate, demostrando que en su corazón nunca dejó de ser un guerrero de la tribu xhosa y llevando su mito más allá de lo increíble. 

## Sucesos

### Antecedentes
Personajes Principales:
DE ORIGEN EUROPEO
- BONAPARTE, NAPOLEÓN: Nacido en Córcega, Francia, en 1769, dueño de una ambición feroz y brillante estratega militar, llegó a ser general del ejército francés a los veinticuatro años y luego, emperador, con el nombre de Napoleón I, a los treinta y dos. Gobernó sobre media Europa durante diez años. Formó un ejército como el mundo jamás viera, la Gran Armada, de 600.000 soldados, con el que marchó a invadir Rusia, logrando regresar de allí con sólo una décima parte de ellos con vida. Tras ser derrotado en la batalla de Waterloo fue enviado prisionero a la isla de Santa Elena, frente a la costa oeste de África. Vivió allí cinco años, atendido por su sirviente egipcio, Rustam, hasta que murió en 1821, aparentemente envenenado por los ingleses. .

- GRANT, TOM: Inglés, exteniente del Ejército Británico. Cazador y comerciante en África del Sur.

- TABBS, SIMON: Escocés, exsargento del Ejército Británico en la India y luego cazador en África del Sur.

DE ORIGEN AFRICANO O ASIÁTICO
- GENDEYANA: Primer padrastro de Shaka, era miembro de la tribu qwabe, que vivía en el sur de la tierra zulú.

- GOBOZI: Amigo y consejero de  Shaka desde su época de soldado. Llegó a ser general y uno de los héroes más famosos de la nación zulú.

- GOMANE: Segundo padrastro de Shaka y jefe de un clan mtetwa bajo el reinado del rey Jobe.

- KADOR: Guardia personal de Shaka.

- SENZANGAKONA: Rey de los zulúes y padre de Shaka.

- SHAKA ZULÚ: Rey y fundador del Imperio Zulú, llamado también el Napoleón Negro. Comandó un ejército de cincuenta mil guerreros cuyas armas y técnicas de combate él mismo había diseñado. Con esta verdadera máquina de guerra conquistó y gobernó una región del África del Sur tan grande como muchas naciones de Europa y causó directa o indirectamente la muerte de entre uno a dos millones de personas. Con el uso de sus armas y estrategias, las fuerzas zulúes causaron al ejército británico la peor derrota que éste sufriera en la historia de sus guerras coloniales, en la batalla de Isandhlwana.

### Publicación
Después de su revisión y su edición, fue impreso y publicada en Argentina por Random House Mondadori S.A.